# Volvo ECC
La Volvo ECC (acronimo di Environmental Concept Car) è una concept car ibrida costruita dalla casa automobilistica svedese Volvo, presentata al Salone dell'automobile di Parigi nel 1992.
Era dotata sia di un propulsore elettrico che di uno a turbina. 
Lo stile ed il suo design furono successivamente utilizzate nella autovettura Volvo S80 del 1998.
Il prototipo è oggi conservato presso il Volvo Museum di Göteborg in Svezia.

## Tecnologia
La concept ECC venne costruita sul pianale della Volvo 850. A differenza della maggior parte delle vetture ibride che utilizzano un motore a benzina per assicurare sia la massima potenza che per ricaricare le batterie, la ECC utilizzava, per ricaricare le batterie utilizzate dal motore elettrico, una turbina a gas.
Questo tipo di motore presenta infatti una efficienza termodinamica superiore ad un motore a combustione interna a pistoni.
Come nella realizzazione classica, anche in quella prodotta da Volvo, il combustibile viene fatto evaporare e mescolato all'aria prima dell'accensione; in questo modo le emissioni di NOx risultano particolarmente contenute.
È anche possibile scegliere tra il funzionamento mediante turbina e quello ibrido tramite un interruttore posto sulla plancia.
La potenza massima erogata era di 95 cavalli di cui solo 75 disponibili nell'uso continuativo. 
Il prototipo vantava un Coefficiente di resistenza aerodinamica (cx) pari a 0,23.
Con un peso di 300 libbre superiore ad una convenzionale Volvo 850, l'accelerazione da 0 a 60 miglia orarie era prodotta in un tempo pari a 20 secondi.
La velocità massima era di 110 miglia pari a circa 180 km/h.
L'autonomia con il solo impiego delle batterie raggiungeva i 140 km, mentre con l'uso della turbina si raggiungevano i 668 km.